# شهرستان بوفالو (نبراسکا)
شهرستان بوفالو، نبراسکا (به انگلیسی: Buffalo County, Nebraska) یک شهرستان در آمریکا در ایالات متحده آمریکا است که در نبراسکا واقع شده‌است.

## خصوصیات
شهرستان بوفالو ۲٬۵۲۵٫۲۵ کیلومترمربع مساحت دارد.